# Erebia perfumosa
Erebia perfumosa är en fjärilsart som beskrevs av Franz Dannehl 1925. Erebia perfumosa ingår i släktet Erebia och familjen praktfjärilar. Inga underarter finns listade i Catalogue of Life.